# Cova de sa Torre de Son Quartera
La cova de sa Torre de Son Quartera és una cova artificial situada al lloc anomenat sa Pleta, de la possessió sa Torre de Son Quartera, segregació de la possessió de sa Torre del municipi de Llucmajor, Mallorca.
Es tracta d'una cova artificial orientada al sud del talaiòtic final. Està situada al mig d'un sementer dins un aflorament de marès, plena de vegetació i arran d'una pedrera. Actualment no és possible accedir a l'interior per culpa de l'acumulació de terra i de vegetació en el corredor d'accés. Si bé s'observa l'entrada i una obertura de ventilació al sostre.